# Kada Labo
Kada Aboubacar Labo (* 1939 in Maradi; † 19. Februar 2007 in Malakoff) war ein nigrischer Manager und Politiker.

## Leben
Kada Labo studierte ab 1973 geologische Ingenieurwissenschaften an der Université du Québec à Chicoutimi in Kanada. In seiner 1976 veröffentlichten Abschlussarbeit befasste er sich mit einer möglichen Erweiterung des staatlichen Zementwerks in Malbaza in Südniger. Noch im selben Jahr wurde er zum Generaldirektor der dieses Zementwerk betreibenden Gesellschaft Société Nigérienne de Cimenterie ernannt.
Beim Gründungskongress der damaligen Einheitspartei Nationale Bewegung der Entwicklungsgesellschaft (MNSD), der von 15. bis 18. Mai 1989 stattfand, wurden der Staatspräsident Ali Saïbou zum Parteivorsitzenden und Kada Labo zum Generalsekretär der Partei gewählt. Die Partei wurde angesichts der Umwandlung Nigers in ein Mehrparteiensystem bei einem von 12. bis 18. Mai 1991 stattfindenden Parteikongress unter der Bezeichnung MNSD-Nassara neu gegründet. Bei diesem Kongress wurden Saïbou und Sabo in ihren Parteiämtern bestätigt. Der zunehmend entmachtete Staatspräsident Ali Saïbou verzichtete am 12. Juli 1991 auf seinen Parteivorsitz, der nun interimsmäßig von Kada Labo übernommen wurde. Labo leitete den Parteikongress vom 5. und 6. November 1991, aus dem Mamadou Tandja als Parteivorsitzender und Hama Amadou als Generalsekretär der Partei hervorgingen.
Unter dem Staatspräsidenten Ibrahim Baré Maïnassara gehörte Kada Labo der Regierung Nigers an. Er fungierte ab 23. August 1996 als Minister für Wasserbau und Umwelt. Sein Vorgänger und Nachfolger in dieser Funktion war Mahamane Brah. Labo wurde am 21. Dezember 1996 Minister für industrielle Entwicklung und Energie. Am 13. Juni 1997 schied er aus der Regierung aus.
Kada Labo starb 2007 im Alter von 68 Jahren in Frankreich.